# Хэнаньская опера
Хэнаньская опера (кит. трад. 豫剧, упр. 豫劇, пиньинь Yùjù, палл. Юйцзюй; оригинальное название Хэнань банцзы, кит. 河南梆子, пиньинь Hénán bāngzi) — одна из самых известных форм традиционной китайской оперы наряду с Пекинской оперой. Впервые появилась в провинции Хэнань, в честь которой названа.
Раньше обозначалась иероглифом 豫 (Юй), но при образовании Китайской народной республики получила официальное название (豫剧 Юйцзюй). Наиболее распространена в регионах рек Хуанхэ и Хуайхэ. Хэнаньская опера является ведущим жанром оперы в плане количества исполнителей. Помимо Хэнаня, опера Юй представлена профессиональными оперными труппами в таких провинциях, как Хубэй, Аньхой, Цзянсу, Шаньдун, Хэбэй, Пекин, Шаньси, Шэньси, Ганьсу, Цинхай, Синьцзян и Тайвань.

## История
Хэнаньская опера впервые появилась в Китае в конце династии Мин и начале династии Цин. Изначально актёры не использовали грим и сложные костюмы, а основная публика состояла из простого народа. Со временем опера набирала популярность. Трудно точно сказать, где и как именно она образовалась впервые, так как ряд источников дают противоречивые сведения.

## Виды оперы
Существует сегодня четыре вида Хэнаньской оперы.
- Опера Сянфу в округе Кайфын
- Опера Юйдун в округе Шанцю
- Опера Юйси в округе Лоян
- Oпера Шахэ в округе Лохэ

Самые распространённые виды оперы — юйдун и юйси. Юйдун опирается на комедию, а юйси — на драму.